# Fernando Ruiz de Castro
Fernando Ruiz de Castro Andrade y Portugal, VI Conte di Lemos (Cuéllar, 14 dicembre 1548 – Napoli, 19 ottobre 1601), fu viceré di Napoli.

## Biografia
Il nobile galiziano don Fernando Ruiz de Castro fu il VI conte di Lemos, Villalba e Andrade, III marchese di Sarria e grande di Spagna. Consolidò la propria nobiltà prendendo in moglie (Valladolid, 28 novembre 1574) Catalina de Zúñiga (1555-1628), discendente per parte materna dalla potente famiglia Borgia e nipote di san Francesco Borgia; dal loro matrimonio nacquero svariati figli, di cui il primogenito fu Pedro Fernández, VII conte di Lemos (1576-1622), e il secondogenito Francisco, VIII conte di Lemos (1579-1637).
Dal luglio 1599 all'ottobre del 1601 ricoprì l'incarico di viceré spagnolo a Napoli, sotto il regno di Filippo III di Spagna. Giunto nella città partenopea con il figlio Francisco nel mese di ottobre, iniziò il suo mandato reprimendo l'idealistica congiura antispagnola progettata in Calabria dal frate e filosofo domenicano Tommaso Campanella, che fece incarcerare nel Castel Nuovo e sottopose poi a processo. 
All'origine del progetto vi fu l'iniziativa personale della moglie di Fernando Ruiz de Castro, la contessa di Lemos: fu lei che fece balenare a re Filippo l'idea di una visita ufficiale al suo regno napoletano (in realtà mai effettuata). A quel punto il conte comprese che l'esistente Palazzo Reale di Napoli, fatto erigere cinquant'anni prima dal viceré don Pedro Álvarez de Toledo y Zúñiga, sarebbe risultato troppo piccolo e modesto per ospitare il sovrano spagnolo con tutta la sua corte. 
Egli affidò pertanto al celebre architetto svizzero Domenico Fontana, già attivo anche a Napoli, la progettazione nello stesso luogo (l'attuale piazza del Plebiscito) di un'altra residenza ben più ampia e sontuosa che avrebbe inglobato la precedente.
Ispirato da un innato senso di grandezza e magnificenza, propugnò una politica di finanziamento statale per l'edificazione di diverse opere pubbliche; in particolare, a lui si deve l'avvio della costruzione del nuovo Palazzo Reale di Napoli.

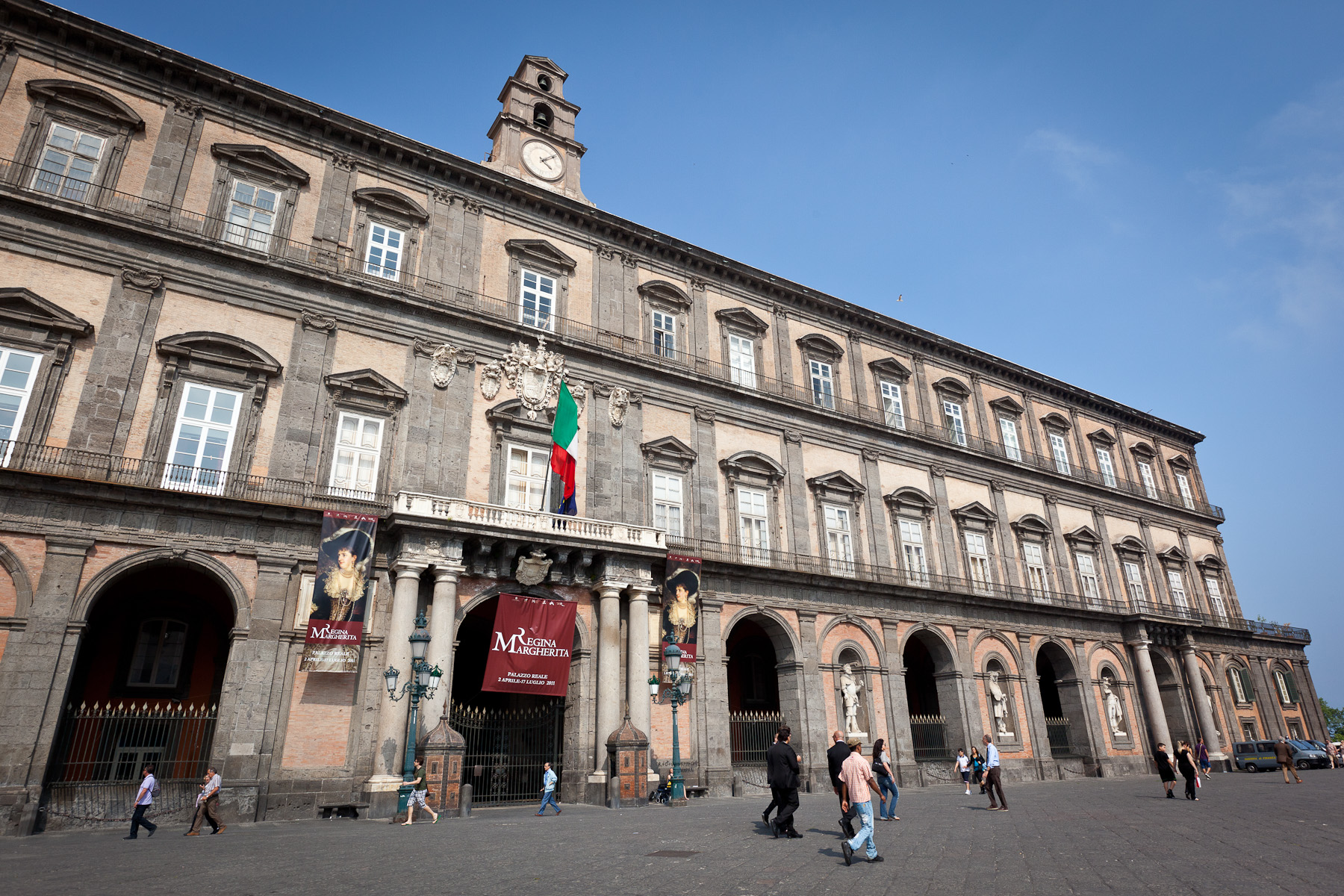
Il Palazzo Reale di Napoli (nell'attuale piazza del Plebiscito), la cui costruzione fu commissionata dal viceré spagnolo Fernando Ruiz de Castro e portata avanti soprattutto da suo figlio, il viceré Pedro Fernández de Castro.

Il 9 marzo del 1600 si recò con la consorte a Roma per testimoniare obbedienza a papa Clemente VIII in nome di Filippo III, da poco eletto sul trono spagnolo, lasciando a Napoli come suo sostituto il figlio Francisco che, nonostante la giovane età, si mosse con tale sicurezza e competenza da meritarsi gli elogi dello stesso sovrano. Rientrato a Napoli, diresse alcune operazioni militari per fronteggiare le incursioni di pirateria condotte in Calabria dai comandanti della marina ottomana Amurat Rais e Sinan Pascià (nel golfo di Scalea e a Roccella Ionica, iniziativa quest'ultima da collegarsi alla cospirazione di Campanella).
In seguito a una grave malattia trascorse alcuni mesi di convalescenza a Pozzuoli, lasciando come al solito le incombenze di governo al giovane figlio, ma l'anno successivo il riacutizzarsi del male gli fu fatale. Morto a Napoli il 19 ottobre 1601, l'incarico di viceré fu tenuto sino al 1603 dal figlio Francisco Ruiz de Castro, come il padre aveva chiesto e ottenuto dal sovrano. Anche il figlio primogenito Pedro Fernández de Castro sarebbe divenuto viceré di Napoli dal 1610 al 1616.